# Fotbal Club Inter Sibiu
Il Fotbal Club Inter Sibiu è stata una società calcistica rumena con sede nella città di Sibiu, fondata nel 1982 e attiva fino al 2000, anno in cui si è sciolta.

## Storia
Fondata nel 1982 in soli sei anni è riuscita ad arrivare alla massima competizione calcistica nazionale anche grazie al supporto di Nicu Ceaușescu, figlio del presidente della Romania, all'epoca segretario dei giovani comunisti a Sibiu.
In Divizia A il Sibiu ha disputato otto campionati consecutivi raggiungendo come massimo risultato il quarto posto nel campionato 1990-1991 ed è stato retrocesso in Liga II al termine della stagione 1995-1996. In questa serie ha disputato quattro campionati dopodiché è stato sciolto per problemi finanziari prima dell'inizio della stagione 2000-01.

## Coppa dei Balcani
Il Club non ha mai raggiunto posizioni in classifica tali da parmettergli di partecipare alle competizioni europee. Ha tuttavia partecipato alla Coppa dei Balcani per club nell'edizione 1990-1991 vincendola dopo aver battuto in finale il FK Budućnost Podgorica.

## Palmarès

### Competizioni nazionali
- Liga II: 1

1997-1998
- Liga III: 1

1985-1986

### Competizioni internazionali
- Coppa dei Balcani per club: 1

1990-1991

### Altri piazzamenti
- Coppa di Romania:

Semifinalista: 1990-1991, 1995-1996